# Ponygletsjer
De Ponygletsjer is een gletsjer in Nationaal park Noordoost-Groenland in het oosten van Groenland. 
De gletsjer is vernoemd naar de pony's die gebruikt zijn bij de expeditie van 1912-1913.

## Geografie
De gletsjer is noordwest-zuidoost georiënteerd en heeft een lengte van meer dan 20 kilometer. Ze mondt in het zuidoosten uit in een gletsjermeer. Aan de andere zijde van het gletsjermeer komt de Ejnargletsjer uit.
Op ongeveer drie kilometer ten noorden ligt de Kursgletsjer, op ongeveer 30 kilometer naar het oosten de L. Bistrupgletsjer en op meer dan tien kilometer naar het zuiden ligt de Budolfi Isstrømgletsjer.